# Île Lasalle
Île Lasalle ist eine unbewohnte Insel am nordöstlichen Stadtrand von Nouméa im französischen Überseegebiet Neukaledonien.

## Geographie
Die langgestreckte, in Nord-Süd-Richtung verlaufende Insel besteht aus einem breiten Teil im Süden mit drei Berggipfeln von 20 m bis 27 m Höhe und einer schmalen Landzunge im Norden, die an der Verbindungsstelle nur 20 m breit ist und an zwei Stellen auf eine Höhe von 11 m ansteigt. Im Nordteil befinden sich an der Ostküste neben dem Schiffsanleger mehrere Gebäude und ein Denkmal sowie ein 400 m langer Sandstrand, während die Westküste der Landzunge von einem Mangrovenwald bedeckt ist, der sich bis zum 200–500 m entfernten Festland erstreckt. An der Südküste befindet sich an einer kleinen Bucht ein 200 m langer Sandstrand und östlich davon die Pointe Lasalle, die den östlichsten Punkt der Stadt Noumea bildet.
Die Insel wurde von dem Entdecker Tardy de Montravel nach Ernest Serindon de Lasalle benannt, einem Offiziersanwärter auf seinem Segelschiff La Constantine.